# Monoedus cubanensis
Monoedus cubanensis es una especie de coleóptero de la familia Zopheridae.

## Distribución geográfica
Habita en Cuba.